# Heidrun Schwaarz
Heidrun Schwaarz (* August 1943 in München; † 24. August 2006 in Constanța) war eine deutsche Balletttänzerin, Choreographin und Ballettdirektorin.

## Karriere
Ihre Ausbildung erhielt Schwaarz in ihrer Heimatstadt München. Erste Engagements erfolgten in Straßburg und Frankfurt a. M. Nachdem sie Anfang der siebziger Jahre an die Deutsche Oper Berlin (Direktion Gert Reinholm und John Taras) ging, verblieb sie dort als Erste Solistin neben der Primaballerina Eva Evdokimova über zehn Jahre.
Sie arbeitete hier intensiv u. a. mit folgenden Choreographen: John Clifford, Moshe Efrati, Alexander Schneider, Norbert Vesak, Germinal Casado, Conrad Drzwecki, Rudi van Dantzig, insbesondere jedoch Hans van Manen.
Von Ulrich Brecht wurde Schwaarz an das Theater Essen verpflichtet, an dem sie auch selbst als Choreographin wirkte. Nach 1998 war sie dann in Krefeld-Mönchengladbach in gleicher Funktion aktiv.
Als Solistin der Deutschen Oper Berlin war sie u. a. mit Rudolf Nurejew aufgetreten, bei den Salzburger Festspielen tanzte sie für Herbert von Karajan in dessen Inszenierung der Salome den Schleiertanz (stellvertretend für die Gesangsinterpretin Hildegard Behrens). Mit Karajan arbeitete sie auch bei Falstaff zusammen. Für Krefeld engagierte sie u. a. Renato Zanella, Christopher Bruce sowie Robert North.
Als Choreographin erarbeitete Schwaarz zwanzig eigene Werke, darunter Handlungsballette wie Romeo und Julia, Der Widerspenstigen Zähmung, Nijinsky, Peer Gynt und als letzte Produktion 2006 Die Windsbraut. Darüber hinaus kreierte sie für Kinder Max und Moritz, Alice im Wunderland und Die unendliche Geschichte.
Verheiratet war Schwaarz mit dem russischen Solotänzer Igor Kosak.